# Pentium D
Pentium 4
Pentium 4 HT Core 2 (2006)
Pentium Dual-Core (2007)
Pentium D est une série de microprocesseurs présentée pour la première fois au public au printemps 2005 au Forum des développeurs d'Intel.
Une puce Pentium D consiste en l'association de deux Pentium 4 gravés en un seul bloc.
Le Pentium D a été le premier microprocesseur multi-cœur annoncé (avec sa version améliorée plus chère, le Pentium Extreme Edition). Intel estimait qu'à la fin 2006, plus de 70 % des nouveaux PC seraient équipés de processeur multi-cœur. Les analystes pensent que la course à la fréquence d'horloge entre Intel et AMD est terminée et que l'augmentation du nombre de transistors incorporés dans les CPUs sera utilisée à autre chose comme l'ajout de coeurs à la façon du Pentium D.

## Coeurs

### Smithfield
Intel a lancé le premier Pentium D (nom de code « Smithfield ») le 26 mai 2005, avec une horloge à 2,66, 2,8, 3,0, et 3,2 GHz. Les numéros de modèles des puces sont respectivement 805, 820, 830 et 840.
Ces CPU bénéficient de la microarchitecture « NetBurst » des Pentium 4, ainsi que de la même finesse de gravure de 90 nm des Pentium 4 « Prescott ».

### Presler

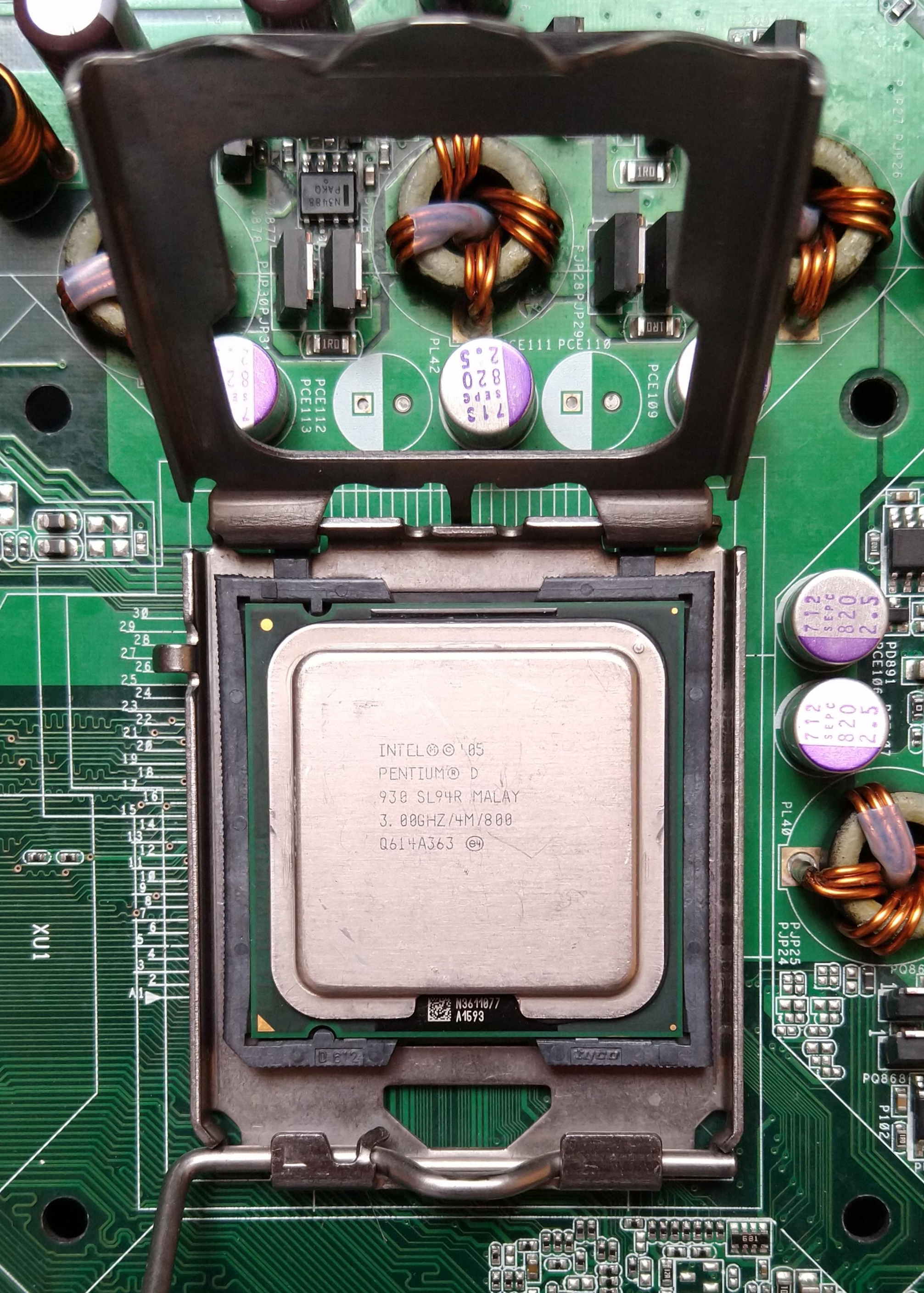
Pentium D 930 (Presler) 3.00 GHz

Début 2006, la génération suivante de processeur Pentium D est basée sur le coeur Presler, une paire de coeurs « Cedar Mill ». Presler utilise les mêmes chipsets que Smithfield et est gravé en 65 nm. Seul changement au programme, les deux cœurs sont gravés séparément alors qu'ils étaient gravés en un seul bloc pour le Smithfield. Presler communique avec le système par un FSB à 800 MT/s et les 2 coeurs utilisent le FSB tout comme le Smithfield. Il inclut le jeu d'instructions 64 bits Intel 64 (appelé à l'époque EM64T), XD bit et EIST. Certains modèles supportent en plus la VT (Virtualization Technology), aussi nommée Vanderpool.
Les numéros de modèle sont 920, 930, 940, 945, 950 et 960 (2,8, 3,0, 3,2, 3,4 et 3,6 GHz).
Tous les modèles, à part le 920, disposent de la technologie Intel SpeedStep améliorée.
Des versions sans VT sont vendues sous les références 915, 925, 935 et 945 (2,8, 3,0, 3,2, 3,4 GHz).

## Implémentation
Dans un scénario monoprocesseur, la liaison entre le CPU et le Northbridge est point à point et la seule véritable exigence est qu’elle soit suffisamment rapide pour alimenter le CPU en données depuis la mémoire.
Lors de l’évaluation du Pentium D, il est important de noter qu’il s’agit essentiellement de deux processeurs dans le même boîtier et qu’il sera confronté aux mêmes problèmes de conflit de bus (en) qu’une paire de Xeon avant l'architecture Dual Independent Bus introduite avec les Xeon Dempsey à double cœur. Pour utiliser une analogie grossière, on pourrait dire qu’au lieu d’utiliser un seul câble entre le processeur et le northbridge, il faut utiliser un séparateur en Y. Si l’on met de côté les problèmes avancés tels que la cohérence du cache, chaque cœur ne peut utiliser que la moitié de la bande passante de 800 MT/s du FSB lorsqu’il est soumis à une forte charge.